# Bichoristes wareni
Bichoristes wareni is een slakkensoort uit de familie van de Choristellidae. De wetenschappelijke naam van de soort is voor het eerst geldig gepubliceerd in 1992 door McLean.